# Hasan Candan

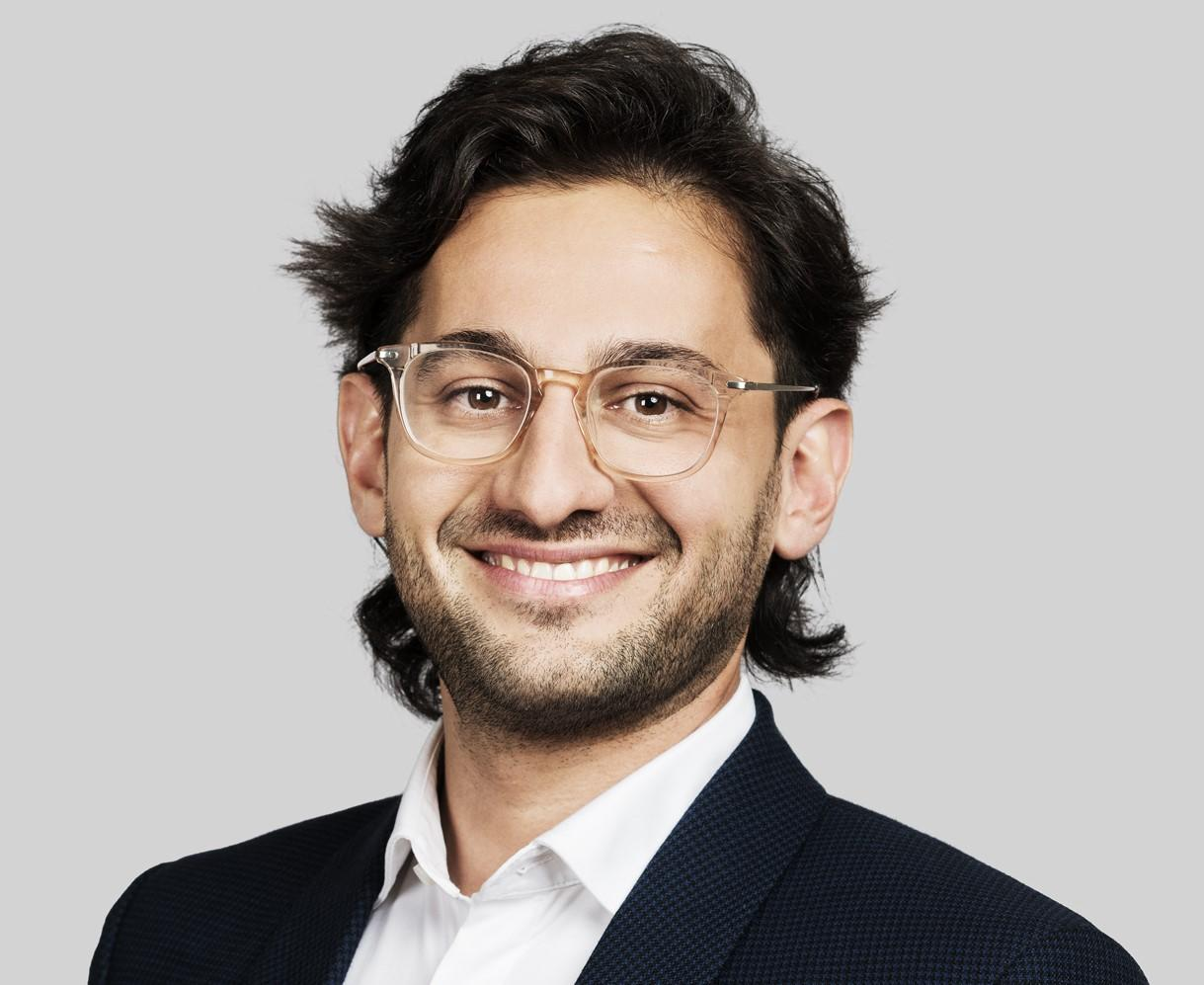
Hasan Candan

Hasan Candan (* 24. Februar 1985; heimatberechtigt in Gersau) ist ein Schweizer Politiker. Er gehört der SP an. Bei den eidgenössischen Wahlen 2023 wurde er für den Kanton Luzern in den Nationalrat gewählt.

## Leben und Wirken
Candan hat von 2005 bis 2011 an der Universität Bern Sportwissenschaft und Betriebswirtschaft studiert und mit dem Master abgeschlossen. Danach arbeitete er einige Zeit als Assistent am Institut für Sportwissenschaft. Seit 2011 gehört er ausserdem dem Luzerner Kantonsrat an. Im Dezember 2011 wurde er zum Präsidenten der Juso des Kantons Luzern gewählt. Nach erfolgreichem Masterabschluss seines Zweitstudiums Biologie arbeitete er als Biologe und Stadtökologe. Seit April 2021 arbeitet er bei Pro Natura Schweiz, als Projektleiter Biodiversitätspolitik. Zuvor arbeitete er für die Konzernverantwortungsinitiative und die Fachstelle Natur und Ökologie der Stadt Bern.